# Pebbles (album)
Pebbles è il primo ed eponimo album in studio della cantante statunitense Pebbles, pubblicato nel 1987.

## Tracce
Side 1
1. Girlfriend – 6:43 (L.A. Reid, Babyface)
2. Two Hearts – 4:24 (Paul Jackson Jr., Judy Wieder)
3. First Step (In the Right Direction) – 4:38 (Danny Sembello, Michael Sembello)
4. Take Your Time – 5:23 (Danny Sembello, Donnell Spencer)
5. Slip Away – 5:11 (Pebbles, Danny Sembello)

Side 2
1. Mercedes Boy – 4:55 (Pebbles)
2. Do Me Right – 4:49 (Michael Cooper, Gerald Lamar)
3. Love/Hate ("From Beverly Hills Cop II") – 5:28 (André Cymone, Julian Jackson)
4. Baby Love – 4:16 (Pebbles, Jay Logan)
5. Give Me Your Love – 4:53 (Pebbles, Jay Logan)